# Монь Анатолій
Анатолій Монь (псевдо: «Гамалія», «Дяченко»; 1920 — 1945) — український військовик, командир «Прилуцького» загону у складі групи «Тютюнник» і у ЗГ «44» («444», «ЗГ») УПА-Північ.

## Життєпис
Народився 1920 року в селі Спасів (сьогодні Здолбунівський район Рівненської області). Член ОУН. У вересні 1939 року очолив у Спасові збройний загін чисельністю 20 осіб, який належав до 17-ї округи «Рівне» ОУН. Під час збройних сутичок у Спасові загинуло п'ятеро українців та четверо поляків. Оунівцям вдалося відібрати в озброєних поляків 40 гвинтівок.
У 1941 році Монь служив підстаршиною (фельдфебелем) у легіоні німецьких військ «Роланд», створеному з українських добровольців. У 1943 році брав участь в організації відділів УПА на Волині і Поліссі. Був командиром охорони крайового провідника ОУН на ПЗУЗ Дмитра Клячківського («Клима Савура»). Відділ «Гамалії» чисельністю 50-80 бійців охороняв у 1943 році штаб ГК УПА (УПА-Північ). За спогадами бійця УПА Миколи Андрощука («Вороного»), 25 червня 1943 року командир Іван Литвинчук («Дубовий»), повертаючись на північ Рівненської області, взяв з собою «Гамалію», який до цього був військовим вишкільником у відділі «Орла» на півдні Рівненщини. У жовтні 1943 року став командиром сотні у ВО «Заграва» під керівництвом Литвинчука. На початку 1944 року «Гамалія» — сотенний у загоні «ім. Хмельницького» («Прилуцького» загону) групи «Заграва», командиром якого був Ярослав Ждан («Острий»). Під час переходу фронту у січні-лютому 1944 року Монь командував лише однією сотнею, у якій налічувалося 100 осіб, але до квітня у його загоні стало вже 3 сотні чисельністю 360 бійців.
27 березня 1944 року біля сіл Яполоть і Тростянець Степанського району відбувся великий бій загону «Гамалії» з 16-ю бригадою внутрішніх військ НКВС. У повстанських і радянських джерелах обставини та наслідки бою того дня суттєво відрізняються. За звітом українських повстанців, бій тривав 6 годин — з 6-ї ранку до 12-ї дня, більшовики, яких було 4 сотні, першими напали на повстанців, але були змушені відступити, втративши 50 убитими та багатьох пораненими, втрати повстанців становили 6 вбитих і 18 поранених. За радянськими даними, загін повстанців налічував 500 бійців і внаслідок 6-годиного бою був повністю розбитим, заявлено про близько 400 вбитих і 9 полонених повстанців, серед вбитих вони упізнали «Гамалію». Водночас в іншому документі НКВС стверджується, що сотня «Гамалії» була розбита і сам «Гамалія» був убитий 10 березня 1944 року. Попри це, згідно з повстанськими звітом, уже на початку квітня 1944 року сотня «Гамалії» оточила і розбила загін військ НКВС чисельністю 200 осіб, врятувалося втечею лише 20 червоних, з боку повстанців загинуло 12 бійців.
Опис, який дав краєвий провідник ОУН на ПСУЗ Федір Воробець на допиті НКВС 23-28 лютого 1946 року
У серпні 1944 року загін «Гамалії» передано від групи «Заграва» до складу групи «Тютюнник». Місяцем раніше, у липні 1944 року, група «Тютюнник» реорганізована і перейменована на з'єднання груп (ЗГ) «44» («ЗГ», «444»). У серпні 1944 року Монь («Дяченко») призначений командиром «Прилуцького» загону у складі ЗГ «44» («444», «ЗГ»). Тереном дій загону був окреслений Сарненський надрайон «з впливом дій на східні терени України». У вересні 1944 року в загоні «Гамалії» було 3 сотні, у яких налічувалося 300 бійців. На кінець 1944 року загін нараховував 278 осіб. У 1945 році через великі втрати українського підпілля СБ ОУН почала внутрішньопартійну чистку запідозрених у роботі на радянські спецслужби. Тому наприкінці травня 1945 року через страх репресій з боку СБ ОУН Монь дезертирує з лав УПА. У листі від 25 травня 1945 року до політвиховника загону Петра Ліщука (Лящук, «Коля» «Ярославенко») Монь передає Ліщуку командування підрозділом, запевнюючи того, що не співпрацюватиме з радянською владою. Загін «Прилуцький» було розформовано у червні 1945 року. За деякими даними восени 1945 року Монь нелегально проживав у Мізоцькому районі Рівненської області. Загинув того ж року біля села Спасів при нез'ясованих обставинах.